# Чирва, Алексей Владимирович
Алексей Владимирович Чирва (11 февраля 1972) — украинский футболист, полузащитник.

## Игровая карьера
Воспитанник школы «Алмаз» (Харьков). С 1989 по 1991 играл в дубле харьковского «Металлиста». Участвовал в матчах розыгрыша Кубка федерации футбола СССР 1990 года.
После распада СССР, когда турниры дублёров были упразднены, играл за «Юпитер» (Харьков) и «Нефтяник» (Ахтырка).
В 1993 году вернулся в «Металлист», где 2 мая 1993 года в игре против «Волыни» (2:3) дебютировал в высшей лиге чемпионата Украины. Всего в «вышке» за харьковскую команду провёл 18 матчей.
В период с 1994 по 1997 года выступал за «Металлург» (Никополь), где сыграл более ста официальных матчей чемпионата и Кубка Украины.
С 1998 по 2000 год, с перерывом, играл в третьей в карьере харьковской команде — новосозданном «Арсенале». 1999 год провёл в составе аутсайдера высшей лиги — СК «Николаев».